# Ворис, Янис
Янис Ворис (латыш. Jānis Voris; род. 20 января 2000, Рига) — латвийский хоккеист, вратарь клуба «Диошдьёр Йегешмедвек». Воспитанник хоккейной школы «Рига», за которую вступал до 2017 года. В сезоне 2018/19 играл за североамериканские молодёжные команды «Джеймстаун Ребелз», «Нортерн Циклонз» и «Спрингфилд Джуниор Блюз». В 2019 году вернулся в систему рижского клуба «Динамо». Сезон 2020/21 начинал в команде «Рёдовре Майти Буллз» из Датской хоккейной лиги, в декабре 2020 года возвратился в «Динамо» (Рига). Играл за юниорскую и молодёжную сборные Латвии.

## Биография
Янис Ворис родился в Риге. Он начал заниматься хоккеем в школе «Рига». В 14-летнем возрасте Ворис начал играть за команду до 16 лет. В сезоне 2015/16 Янис выступал за команду хоккейной школы «Рига» в Латвийской хоккейной лиге. В течение чемпионата он вызывался в юношескую сборную (до 16 лет). В сезоне 2016/17 Ворис сыграл большем количестве матчей чемпионата Латвии. Он принял участие в матче Молодёжной хоккейной лиги (МХЛ) против МХК «Динамо» (Санкт-Петербург). В апреле 2017 года Янис вошёл в состав юниорской сборной Латвии для участия на чемпионате мира до 18 лет. Он сыграл в трёх матчах, завершившиеся поражениями латвийской команды. По итогам турнира сборная Латвии заняла последнее место и покинула элитный дивизион. В сезоне 2017/18 Ворис был основным вратарём команды «Рига» в МХЛ, сыграв в 58-ми матчах регулярного чемпионата. 12 сентября 2017 года он являлся запасным в матче Континентальной хоккейной лиги (КХЛ) против «Салавата Юлаева». В январе Янис вошёл в состав молодёжной сборной Латвии для участия в первом дивизионе чемпионата мира. Во всех играх турнира он оставался в резерве. В апреле 2018 года Ворис сыграла на своём втором юниорском чемпионате мира. Он показал лучшие процент отражённых бросков и коэффициент надёжности на турнире в Риге. Ворис был признан лучшим вратарём первенства, завершившегося победой сборной Латвии.
Сезон 2018/19 Ворис провёл в молодёжных лигах Северной Америки. Он играл за «Джеймстаун Ребелз» и «Спрингфилд Джуниор Блюз» в Североамериканская хоккейная лиге (NAHL), а
также за «Нортерн Циклонз» из National Collegiate Development Conference (NCDC). В декабре 2018 года Янис был основным вратарём молодёжной сборной на турнире первого дивизиона чемпионата мира 2019. Латвийцы выступили неудачно, заняв 4-е место из 6-ти участвующих команд. Перед сезоном 2019/20 Ворис вернулся в рижское «Динамо». Он был основным вратарём «Риги» в молодёжной лиге. В декабре Ворис сыграл на своём третьем молодёжном чемпионате мира. Янис пропускал в среднем наименьшее количество шайб за матч и был признан директоратом турнира лучшим вратарём. После окончания мирового первенства он был вызван в «Динамо», в составе которого дебютировал 21 декабря в КХЛ в матче против «Йокерита». Спустя две недели, 4 января 2020 года, в игре с «Барысом» он одержал первую победу в КХЛ, не пропустив при этом шайб. Всего в сезоне 2020/21 он сыграл в 7 матчах в КХЛ, в которых отражал в среднем 89,3 % бросков по своим воротам. В июне 2020 года Ворис решил продолжить карьеру в чемпионате Дании (Метал Лига), подписав контракт с клубом «Рёдовре Майти Буллз». В середине сезона, после 11 сыгранных матчей за «Рёдовре», Янис вернулся в рижское «Динамо». Ворис сыграл в 11-ти матчах КХЛ, в которых одержал 2 победы. Он был одним из 8-ми вратарей, кто выходил в составе «Динамо» (Рига) в течение сезона 2020/21. В апреле 2021 года Янис являлся основным вратарём сборной Латвии до 23 лет на турнире «Кубок трёх морей» (англ. Three Seas Cup).

## Статистика

### Международная
По данным: Eliteprospects.com и Eurohockey.com 

## Достижения
Командные
| Год  | Команда         | Достижение                                                       | Достижение |
| ---- | --------------- | ---------------------------------------------------------------- | ---------- |
| 2018 | Латвия (юниор.) | Победитель группы А первого дивизиона юниорского чемпионата мира |            |

Личные
| Год  | Команда         | Достижение                                                                              | Достижение |
| ---- | --------------- | --------------------------------------------------------------------------------------- | ---------- |
| 2018 | Латвия (юниор.) | Лучший процент отражённых бросков группы А первого дивизиона юниорского чемпионата мира |            |
| 2018 | Латвия (юниор.) | Лучший коэффициент надёжности группы А первого дивизиона юниорского чемпионата мира     |            |
| 2018 | Латвия (юниор.) | Лучший вратарь группы А первого дивизиона юниорского чемпионата мира                    |            |
| 2020 | Латвия (мол.)   | Лучший коэффициент надёжности группы А первого дивизиона молодёжного чемпионата мира    |            |
| 2020 | Латвия (мол.)   | Лучший вратарь группы А первого дивизиона молодёжного чемпионата мира                   |            |

- По данным Eliteprospects.com.